# Herpetotheriidae
Herpetotheriidae — вимерла родина метатерієвих, тісно пов'язаних із сумчастими. Види цієї родини, як правило, реконструюють як наземні. Скам'янілості герпетотериїдів походять з Північної Америки, Азії, Європи, Африки і, можливо, Південної Америки. Найстарішим представником є Maastrichtidelphys з пізньої крейди (маастрихту) Нідерландів, а наймолодшим представником є Amphiperatherium із середнього міоцену Європи. Вважається, що ця група є парафілетичною, оскільки аналіз виявив, що північноамериканський Herpetotherium був більш близьким до сумчастих, ніж європейські Peratherium і Amphiperatherium.
Родина включає такі роди:
- Amphiperatherium (ранній еоцен і середній міоцен, Європа; синоніми: Oxygomphius, Microtarsioides, Ceciliolemur)
- Asiadidelphis (пізній еоцен — ранній олігоцен, Казахстан і Пакистан)[7]
- Copedelphys (пізній еоцен — ранній олігоцен, Північна Америка)
- Entomacodon (середній еоцен, Північна Америка; синонім: Centracodon)
- Golerdelphys (пізній палеоцен, Північна Америка)[8]
- Galatiadelphys (середній еоцен, Туреччина)
- Herpetotherium (від раннього еоцену до середнього міоцену, Північна Америка)
- Maastrichtidelphys (маастрихтський ярус, Європа)[9]
- Nortedelphys (пізня крейда, Північна Америка)[10]
- Peratherium (ранній еоцен — ранній міоцен, Європа; ранній олігоцен, Єгипет, Оман;[11] синонім: Alacodon, Qatranitherium)
- Swaindelphys (ранній палеоцен, Північна Америка)
- Morotodon (від раннього до середнього міоцену, Уганда)[12]

Наступні роди були поміщені в родину, але їх розміщення є спірним або застарілим:
- Garatherium (ранній еоцен Алжиру)[13]
- Indodelphis (ранній еоцен Індії)[14]
- Jaegeria (ранній еоцен Індії)[15]
- Rumiodon (палеоген Перу)[16]